# 20325 Julianoey
20325 Julianoey este o planetă minoră (asteroid), cu un diametru de 4,942 km, din centura de asteroizi. A fost descoperită pe 21 aprilie 1998 la Observatorul Național Kitt Peak de Spacewatch și a fost numită după Meanings of minor planet names: 20001–21000⁠(d). 
Obiectul prezintă o orbită caracterizată de o semiaxă mare de 2,3786625 UAi, o excentricitate de 0,08, o înclinație de 6,10049 ° în raport cu ecliptica.